# ساليماتا لام
ساليماتا لام هي ناشطة حقوقية ونسوية موريتانية. اشتهرت بفضل عملها المتواصل على مكافحة الرق والعبودية في دولة موريتانيا. تُعتبر اليوم من أبرز نشطاء حقوق الإنسان في هذه الدولة العربية هذا فضلا عن كونها المنسقة العامة لمنظمة سوس (بالفرنسية: S.O.S)‏ التي تعنى بالدفاع عن حقوق المرأة والرجل على حد سواء في وجه الحكومة الموريتانية.

## السيرة الذاتية
تُعد لام منسّقة منظمة سوس وهي منظمة غير حكومية تأسست في عام 1995 على يدِ المحامي الموريتاني بوبكر ولد مسعود، لمعالجة مسألة العبودية الحديثة. تدعو المنظمة أيضا إلى وقف الزواج القسري. اعتبارا من أغسطس 2015؛ عمل أعضاء المنظمة بما في ذلك لام على تأسيس برامج لمكافحة الرق كما ضغطوا على الدولة الموريتانية من أجل سنّ قوانين في هذا الإطار وذلك من خلال رف العقوبة الحبسية في حق ممارسي العبودية من عشرة إلى عشرين سنة فضلا عن تجريم قانون الزواج بالقوة. أجرت لام في 2015 مقابلة مع الجزيرة وأكّدت حينها أنه على الرغم من وجود القوانين المعدلة في الدستور لمعالجة الرق في موريتانيا إلا أن ملاك العبيد حاولوا مقاطعة كل هذه القوانين خشية على ما قد يلحقُ بهم بعد حصول «العبيد» على كل حقوقهم الإنسانية. رُشحّت لام في عام 2017 لنيل جائزة المرأة الأفريقية في المجتمع المدني لكنها خسرت الرهان لصالح تيريزا كاشينداموتو من مالاوي.